# Hankinson
Hankinson è un centro abitato (city) degli Stati Uniti d'America, situato nella Contea di Richland, nello Stato del Dakota del Nord. Nel censimento del 2000 la popolazione era di 1.058 abitanti. La città è stata fondata nel 1886. Appartiene all'area micropolitana di Wahpeton.

## Geografia fisica
Secondo i rilevamenti dell'United States Census Bureau, la località di Hankinson si estende su una superficie di 3,60 km², tutti occupati da terre.

## Popolazione
Secondo il censimento del 2000, a Hankinson vivevano 1.058 persone, ed erano presenti 261 gruppi familiari. La densità di popolazione era di 292 ab./km². Nel territorio comunale si trovavano 524 unità edificate. Per quanto riguarda la composizione etnica degli abitanti, il 95,18% era bianco, il 3,21% era nativo, lo 0,09% proveniva dall'Asia, lo 0,19% proveniva dall'Oceano Pacifico e l'1,32% apparteneva a due o più razze. La popolazione di ogni razza ispanica corrispondeva all'1,51% degli abitanti.
Per quanto riguarda la suddivisione della popolazione in fasce d'età, il 21,6% era al di sotto dei 18, il 6,0% fra i 18 e i 24, il 21,3% fra i 25 e i 44, il 20,3% fra i 45 e i 64, mentre infine il 30,9% era al di sopra dei 65 anni di età. L'età media della popolazione era di 46 anni. Per ogni 100 donne residenti vivevano 83,0 maschi.